# Paramunna typica
Paramunna typica là một loài chân đều trong họ Paramunnidae. Loài này được Tattersall miêu tả khoa học năm 1905.